# RTCM
RTCM (Radio Technical Commission for Maritime) – nazwa organizacji oraz standard transmisji poprawek różnicowych dla użytkowników systemu GPS w odmianie DGPS. Pełna nazwa to RTCM SC-104. SC-104 oznacza powołaną specjalną komisję (Special Committee) o numerze 104. Wszystkie poprawki RTCM są przekazywane w czasie rzeczywistym z minimalną prędkością 50 bitów/s na częstotliwości L1 systemu GPS z wykorzystaniem kodu C/A.
Format RTCM SC-104 zawiera 63 typy wiadomości.
Inne standardy to np. RINEX w których poprawki przesyłane są przez telefon stacjonarny lub komórkowy.